# Daya Asri
Daya Asri is een bestuurslaag in het regentschap Tulang Bawang Barat van de provincie Lampung, Indonesië. Daya Asri telt 4019 inwoners (volkstelling 2010).